# 大原站 (岡山縣)

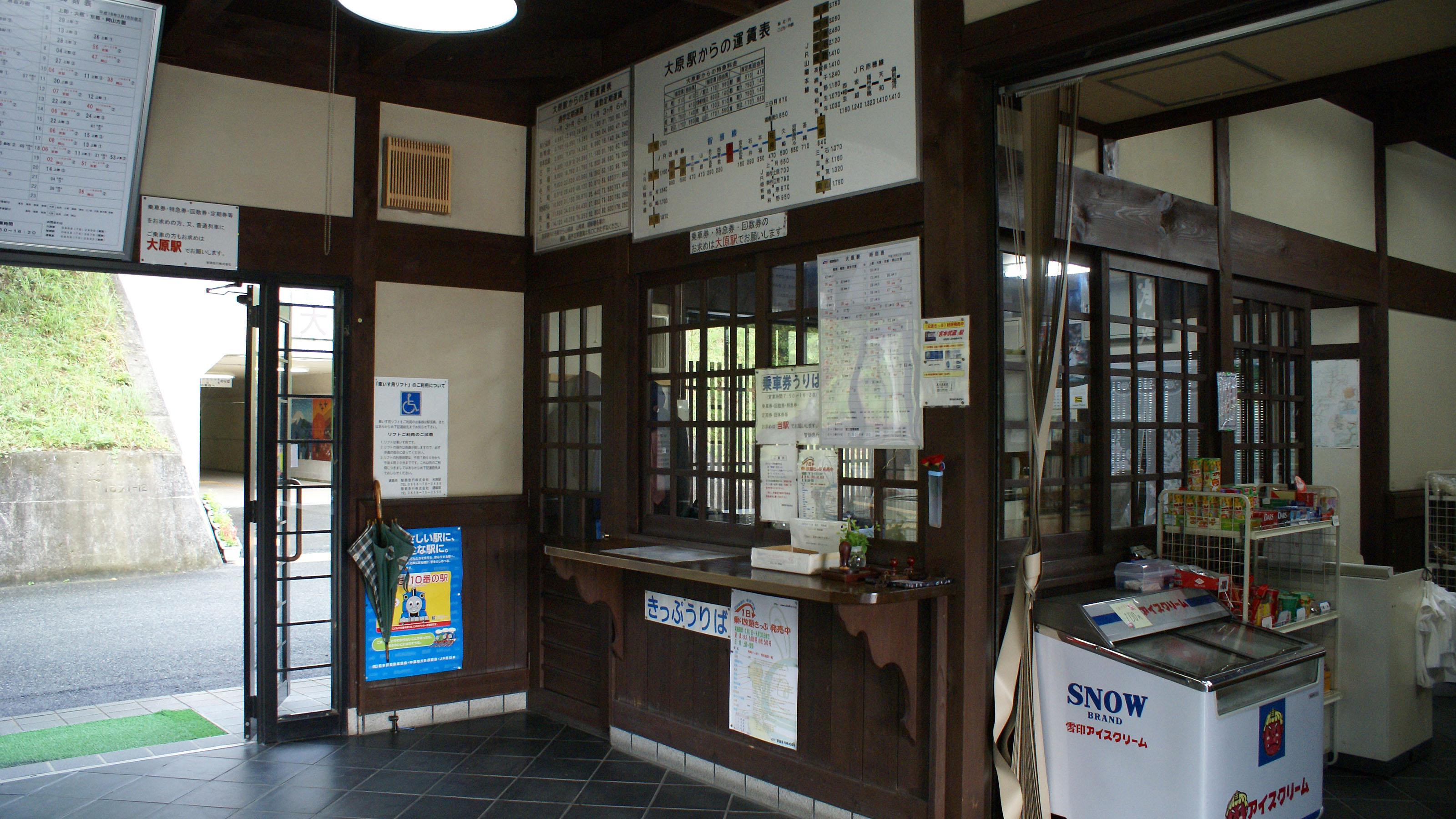
候車室內的售票處

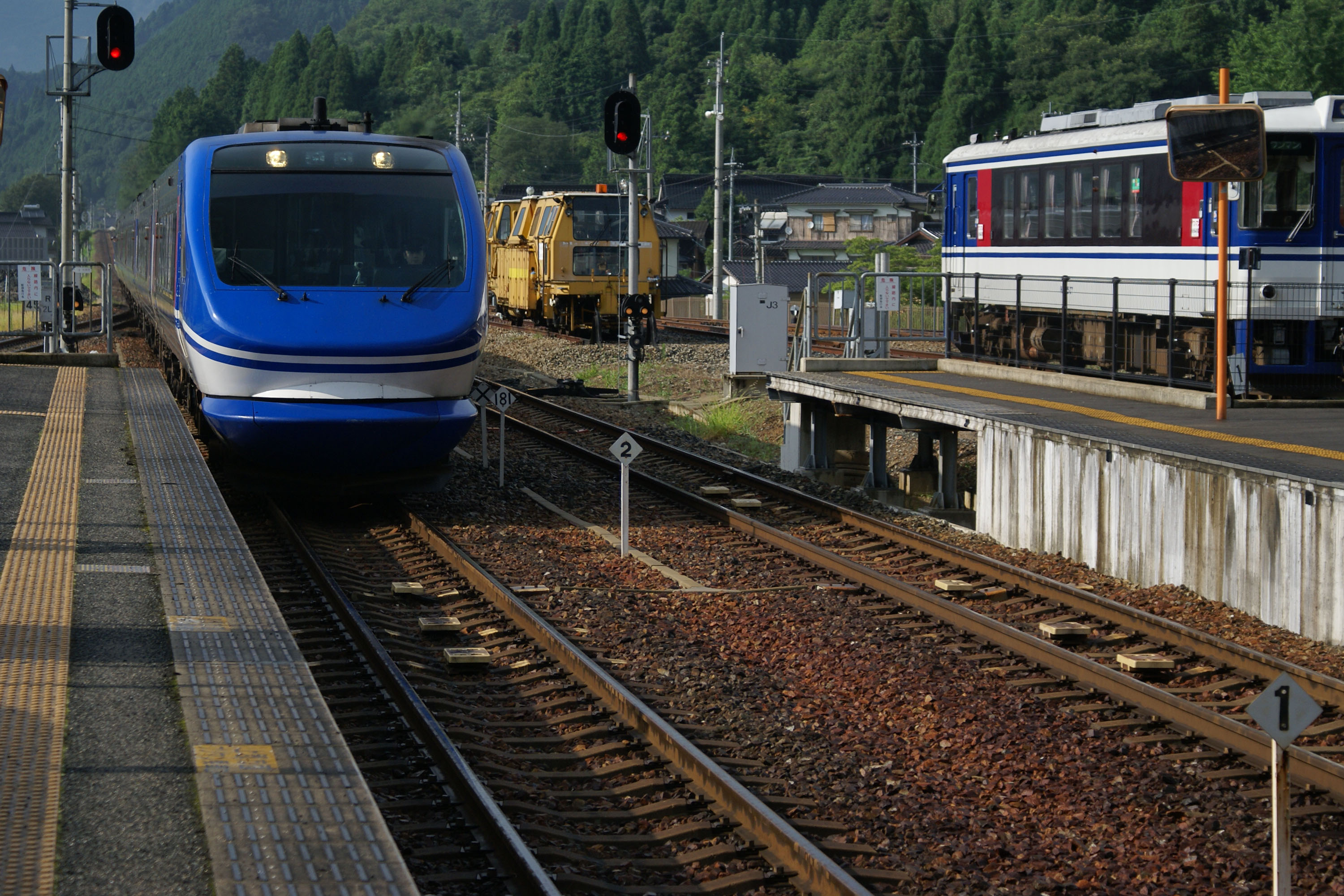
「超級白兔號」列車進入車站中

大原站（日语：／ Ōhara eki */?）是位於岡山縣美作市古町，智頭急行智頭線的車站。

## 歷史
- 1994年（平成6年）12月3日 - 智頭急行智頭線開通，此站啟用。
當時車站地址為岡山縣英田郡大原町（日语：大原町 (岡山県)）古町。
- 2005年（平成17年）3月31日 - 隨著美作市成立，車站地址變為現址。
- 2009年（平成21年）
  - 8月10日 - 受到熱帶風暴艾濤的影響而發生大雨，此站至上郡站之間暫停服務。特急列車前往上郡方向的服務暫停。
  - 8月12日 - 開設「超級白兔號」的代行巴士服務，行走於平福站至此站之間。「超越因幡號」繼續暫停服務。
  - 8月29日 - 智頭線全線重開。
- 2018年（平成30年）12月3日 - 櫃臺開始可以使用ICOCA電子網絡（日语：ICOCA電子マネー）、樂天Edy、nanaco、WAON（日语：WAON）、iD（日语：iD (クレジット決済サービス)）、QUICPay（日语：QUICPay）、信用卡和扣賬卡[1]。

## 車站構造
車站是一座高架車站（建於路堤上），設有2面3線的月台。此站可進行列車交會。車站大樓位於路堤西邊，該處設有售票櫃臺。月台的出入口直接連接站外，不會途經車站大樓。此站是無人車站，乘車需要領取整理券，下車時需要把車票和車費投入車內的錢箱內。
車站鄰接智頭急行大原綜合車廠，停泊了普通列車專用車輛。「超級白兔號」和「因幡號」列車會停靠此站，成為特急停車站。
此站的櫃臺營業時間比其他有人車站為短，營業時間從早上至黃昏，中間設有休息時間。
在櫃臺中可購買車票、特急票、綠色車廂票和企劃車票。站內的支付方式包括現金、電子支付服務（包括ICOCA、Kitaca、Suica、PASMO、TOICA、manaca、SUGOCA、nimoca、Hayakaken等9種交通系IC卡，以及樂天Edy、nanaco和WAON）、iD、QUICPay、信用卡和扣賬卡。但是由於站內引入了ICOCA電子網絡，因此不能使用PiTaPa。
此站沒有自動閘機，因此不可使用ICOCA等交通系IC卡作為車票乘車。

### 月台
| 月台    | 路線    | 上下行 | 方向                       |
| ------- | ------- | ------ | -------------------------- |
| 1、2、3 | ■智頭線 | 下行   | 智頭、鳥取、倉吉方向       |
| 1、2、3 | ■智頭線 | 上行   | 上郡、大阪、京都、岡山方向 |

1號月台是上下行本線。1、3號月台為副本線，兩條路軌為一線通過的結構。1、2號月台為島式月台。由於較多列車於此站到發，因此在列車調度方面比較複雜，列車可於任何一個月台上到發。但是特急在2號月台（智頭方向的部分使用3號月台）出發。
1號月台由於長度較短，因此只有普通列車停站，同時該月台用作大原車廠出入廠之用。另外，從此站直通往鳥取站的一人控制列車每日只有2往返班次。
此站設有列車夜間停泊。

## 使用狀況
| 1日上下車人次變化 | 1日上下車人次變化 |
| 年度              | 1日平均人次       |
| ----------------- | ----------------- |
| 2018年            | 92                |

## 車站周邊
- 大原宿（日语：大原宿） - 岡山區指定町並保存地區
- 智頭急行大原車廠
- 美作市政廳大原綜合分所
- 大原郵局（日语：大原郵便局 (岡山県)）
- 美作市立大原中學
- 美作市立大原小學（日语：美作市立大原小学校）
- 國道373號（日语：国道373号）
- 國道429號（日语：国道429号）
- 岡山縣道5號作東大原線（日语：岡山県道5号作東大原線）

## 巴士路線
- 美作共同巴士（日语：美作共同バス）
  - 經湯鄉溫泉（日语：湯郷温泉）前往勝間田站
  - 經真加部前往勝間田站
  - 前往後山
  - 前往大原中學前

## 相鄰車站
智頭急行
■智頭線
特急「超級白兔」、「因幡號」
智頭－大原－佐用
普通
宮本武藏－大原－西粟倉

## 注腳
1. 1 2   (PDF). 智頭急行. 2018-11-19  [2019-01-20]. （原始内容存档 (PDF)于2021-12-20） （日语）.
2. ↑  国土数値情報(駅別乗降客数データ)  （页面存档备份，存于）（日語） - 國土交通省，2019年9月2日參閲

## 外部連結
- 大原站 （页面存档备份，存于）（日語） - 車站大樓介紹